# Оборона "трикутника" Мазярня Ваврикова-Грабова-Гута Полонецька
Оборона "трикутника" Мазярня Ваврикова-Грабова-Гута Полонецька – серія зіткнень між Українською Повстанською Армією та загонами польської самооборони з 1943-го по травень 1944 року. Бої точилися у "трикутнику" між селами Мазярня Ваврикова, Грабова та Гута Полонецька. В результаті затяжних боїв, сили УПА та місцеві німецькі частини ліквідували польські загони у трикутнику.

## Передумови
14 вересня 1943 року у Львові Францішек Вороновський отримав наказ від командування округу Львів Армії Крайової про організацію відділів самооборони у північно-західній частині колишнього Тернопільського воєводства. Операційним центром самооборони в цьому районі став "трикутник" між Мазярнею Вавриковою, Грабовою та Гутою Полонецькою. На території цього трикутника розташовувалися 17 сіл, повністю або частково заселених поляками, а саме села:.
- Лани Польські (нині Прибужани)
- Язениця Польська
- Будки Незнанівські
- Бербеки
- Пайонки
- Мазярня Гоголова
- Топорів
- Майдан
- Домброва
- Собашки
- Шльонзаки
- Вархоли
- Адами

Використовуючи ліси на схід від Мазярні Ваврикової як прикриття, «трикутник» зайняли три роти самооборони та резервний партизанський загін Армії Крайової. В січні 1944 року між селами, контрольованими польською самообороною, виникли проблеми з комунікацією, а у лютому цього ж року територію трикутника повністю оточили сили Української Повстанської Армії.

## Бої

### Операція в селі Грабова
27 січня (за іншими даними, на початку лютого) загін Української допоміжної поліції атакував лісництво в селі Грабова, де перебували члени Армії Крайової та самооборони. В результаті нападу було вбито 9 осіб, з них 6 офіцерів та унтерофіцерів, зокрема Казимир Камінський та Станіслав Собанський, а командир польської самооборони в «трикутнику» назвав ці втрати «непоправними».

### Бій у Мазярні Вавриковій
24 березня сили УПА почали масований наступ на Мазярню Ваврикову, що супроводжувався обстрілом селища. Солдати самооборони відступили на останню лінію оборони – до церкви та будівель навколо неї. Попри початковий успіх УПА, спроби штурму церкви обернулися для українців невдачею, штурм Мазярні Ваврикової зупинили приблизно о 4 годині ранку. Село майже повністю знищили, що змусило самооборону евакуювати поранених та мирних жителів до навколишніх сіл. 

### Ліквідація осередку польської самооборони
Після провалу переговорів між Армією Крайовою та УПА, наприкінці квітня 1944 року, УПА, а також місцеві німецькі частини, розпочали скоординований масований наступ на позиції поляків у «трикутнику». Із заходу наступали німці, а з північного сходу УПА. За словами Вороновського, під час наступу були знищені форпости на заході центру самооборони: Язениця Польська, Будки Незнановські, Бербеки, Пайонки та їхні хутори, тривав опір у Мазярні Вавриковій, Гуті Полонецькій та Адамах. 3 травня німці остаточно знищили Мазярню Ваврикову, у той самий день було спалене село Вархоли.
Останні бої в трикутнику завершилися наприкінці травня 1944 р.